# Keith Carradine

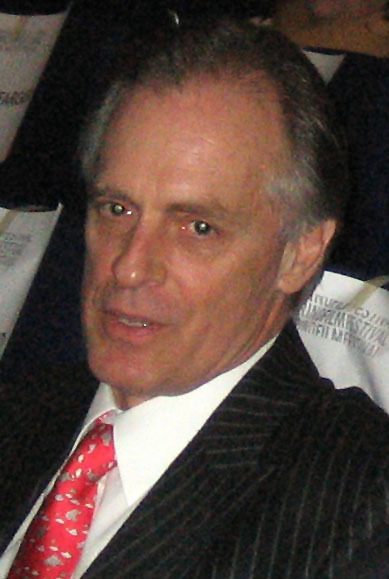
Keith Carradine (2006)

Keith Ian Carradine (* 8. August 1949 in San Mateo, Kalifornien) ist ein US-amerikanischer Schauspieler, Filmproduzent und Sänger.

## Leben
Keith Carradine ist der Sohn der Schauspieler Sonia Sorel und John Carradine, der über Jahrzehnte zu den bekanntesten Nebendarstellern Hollywoods gehörte, sowie der Bruder von Robert Carradine und Halbbruder von David Carradine und Michael Bowen. Er studierte ein Semester an der Colorado State University, brach das Studium allerdings nach einem Semester aus Langeweile ab. Anschließend wandte er sich wie viele seiner Familienmitglieder der Schauspielerei zu und absolvierte zunächst verschiedene Bühnenauftritte, unter anderem 1969 in dem Musical Hair.
1971 erfolgte sein erster Spielfilmauftritt in McCabe & Mrs. Miller von Robert Altman. Ebenfalls unter Altman spielte er drei Jahre später eine seiner bekanntesten Rollen als junger Gesetzloser in dem Film Diebe wie wir. Ein drittes Mal unter Regie von Altman spielte er 1975 als Countrysänger Tom Frank in dessen Ensemblefilm Nashville; Carradine erhielt für den von ihm geschriebenen und im Film gesungenen Titel I’m Easy einen Oscar in der Kategorie Bester Song. Er nahm in dieser Zeit auch zwei Studioalben auf, und bis heute ist Carradine in seinen Filmen gelegentlich mit Gesangspartien betraut. Im Verlaufe der 1970er- und 1980er-Jahre wurde Carradine häufig mit Hauptrollen in Hollywood-Filmen betraut, allerdings stieg er nie zu einem der großen Stars der Filmindustrie auf.
Im neuen Jahrtausend machte Carradine vor allem durch seine Fernsehrollen auf sich aufmerksam: Er spielte unter anderem die Wildwestlegende Bill Hickok in Deadwood, den FBI-Agenten Frank Lundy in Dexter, den pensionierten Polizisten Lou Solverson in der ersten Staffel der Serie Fargo und den US-Präsidenten Conrad Dalton in Madam Secretary. In der erfolgreichen Sitcom The Big Bang Theory spielte er in fünf Folgen den Vater der Hauptfigur Penny. Im Jahr 2012 lieh er dem Bösewicht Blake Dexter in dem Computerspiel Hitman: Absolution seine Stimme. Neben der Schauspielerei betätigt sich Carradine gelegentlich auch als Produzent kleinerer Filme.
Carradine ist in zweiter Ehe seit 2006 mit der Schauspielerin Hayley DuMond verheiratet. Tochter Martha Plimpton stammt aus einer Beziehung mit seiner Kollegin Shelley Plimpton und ist ebenfalls Schauspielerin. Seine beiden weiteren Kinder kommen aus seiner Ehe mit der Schauspielerin Sandra Will, mit der er von 1982 bis 1999 verheiratet war.

## Filmografie (Auswahl)
- 1971: McCabe & Mrs. Miller
- 1971: Rivalen des Todes (A Gunfight)
- 1971: Bonanza (Fernsehserie, Folge Bushwhacked!)
- 1972: Man on a String (Fernsehfilm)
- 1973: Ein Zug für zwei Halunken (Emperor of the North Pole)
- 1973: Expedition in die Zukunft (Idaho Transfer)
- 1974: Diebe wie wir (Thieves Like Us)
- 1974: J & M – Dynamit in der Schnauze (Joe e Margherito)
- 1974: Spuren im Sand (The Godchild) (Fernsehfilm)
- 1975: Nashville
- 1976: Willkommen in Los Angeles (Welcome to L.A.)
- 1976: Im Scheinwerferlicht (Lumière)
- 1977: Die Duellisten (The Duellists)
- 1978: Pretty Baby
- 1979: Ein perfekter Seitensprung (An Almost Perfect Affair)
- 1980: Long Riders (The Long Riders)
- 1981: Die letzten Amerikaner (Southern Comfort)
- 1983: Die Polizei-Chiefs von Delano (Chiefs) (Fernseh-Miniserie, 3 Folgen)
- 1984: Maria’s Lovers
- 1984: Choose Me – Sag Ja (Choose Me)
- 1985: Trouble in Mind
- 1985: Blackout – Bestie in Schwarz (Blackout)
- 1987: Final Night – Die letzte Nacht (Backfire)
- 1988: Wilde Jahre in Paris (The Moderns)
- 1989: Straße ohne Wiederkehr (Street Of No Return)
- 1990: Die Erbschleicher (Daddy’s Dyin’ … Who’s Got the Will?)
- 1990: Der Badearzt (Mio caro dottor Gräsler)
- 1991: Die Ballade vom traurigen Café (The Ballad of the Sad Café)
- 1994: André (Andre)
- 1994: Mrs. Parker und ihr lasterhafter Kreis (Mrs. Parker and the Vicious Circle)
- 1995: Wild Bill
- 1995: Blood Line (The Tie That Binds)
- 1996: 2 Tage in L. A. (2 Days in the Valley)
- 1996: Dead Man’s Walk – Der tödliche Weg nach Westen (Dead Man's Walk, Miniserie, 3 Folgen)
- 1997: Tausend Morgen (A Thousand Acres)
- 1997–1998: Fast Track (Fernsehserie, 22 Folgen)
- 1999: Im Mond des Jägers (The Hunter’s Moon)
- 2003: Star Trek: Enterprise (Fernsehserie; Folge 2x24 Erstflug)
- 2004: Deadwood (Fernsehserie, 5 Folgen)
- 2007: All Hat
- 2007: Criminal Minds (Fernsehserie, 2 Folgen)
- 2007–2009: Dexter (Fernsehserie, 15 Folgen)
- 2008: Numbers – Die Logik des Verbrechens (NUMB3RS, Fernsehserie, 3 Folgen)
- 2009: Dollhouse (Fernsehserie, 3 Folgen)
- 2009: Eiskalte Verführung (Winter of Frozen Dreams)
- 2010: Damages – Im Netz der Macht (Damages, Fernsehserie, 4 Folgen)
- 2010: Peacock
- 2010–2019: The Big Bang Theory (Fernsehserie, 5 Folgen)
- 2011: Cowboys & Aliens
- 2013: The Saints – Sie kannten kein Gesetz (Ain’t Them Bodies Saints)
- 2014: Fargo (Fernsehserie, 8 Folgen)
- 2014: Navy CIS (Fernsehserie, Folge Lampenfieber)
- 2014–2019: Madam Secretary (Fernsehserie, 93 Folgen)
- 2016: A Quiet Passion – Das Leben der Emily Dickinson (A Quiet Passion)
- 2017: Ray Meets Helen
- 2018: Ein Gauner & Gentleman (The Old Man & the Gun)
- 2021: The Power of the Dog
- 2021–2022: Fear the Walking Dead (Fernsehserie, 7 Folgen)
- 2024: Afraid

## Diskografie
Studioalben:
- 1976: I’m Easy
- 1978: Lost & Found

Singles:
- 1976: I’m Easy

## Auszeichnungen (Auswahl)
- 1976: Oscar (Best Music, Original Song) für I’m Easy aus dem Film Nashville
- 1976: Golden Globe für I’m Easy aus dem Film Nashville
- 1976: Grammy-Nominierung (Best Original Score) für Nashville
- 1984: Emmy-Nominierung für Chiefs – Die Polizeichiefs von Delano
- 1987: CableACE-Nominierung für Half a Lifetime
- 2013: Tony-Award-Nominierung für Hands on a Hardbody